# Mariano Nicolás Valcárcel
Mariano Nicolás Valcárcel Salazar (Arequipa, 10 de septiembre de 1850 - Lima, 1 de diciembre de 1921) fue un abogado y político peruano. Fue ministro de Relaciones Exteriores (1882-1883), presidente del Consejo de Ministros y ministro de Gobierno (1890-1891). También fue diputado (1881; 1886-1894; 1901-1918), senador (1919) y presidente de la Cámara de Diputados en tres legislaturas: 1889-90, 1891-92 y 1893-94. Fundador de la Unión Cívica, grupo político que agrupaba a sus partidarios y a los civilistas, el mismo que se alió con el Partido Demócrata (o pierolista) para combatir al segundo gobierno de Andrés A. Cáceres en 1894, lo que desencadenó una guerra civil.

## Estudios
Fue hijo de Baltazar Valcárcel y Valentina Salazar. Estudió en el Colegio Nacional de la Independencia Americana de su ciudad natal. Sus estudios superiores los cursó en la Universidad Nacional de San Agustín, donde se graduó de bachiller y doctor en Jurisprudencia en 1870. Se recibió como abogado el 25 de septiembre de 1873 y se trasladó a Lima, iniciando su ejercicio profesional en el estudio de Francisco García Calderón.

## Durante la guerra con Chile
Durante la guerra con Chile, ofició como secretario de los representantes peruanos ante la conferencia de paz realizada a bordo de la corbeta Lackawanna. Fracasada esta reunión, se enroló en la reserva, formando parte de su Estado Mayor con el grado de sargento mayor. Durante la defensa de Lima, luchó en la batalla de Miraflores.
Apoyó la elección de Francisco García Calderón como presidente provisorio y formó parte del Congreso de Chorrillos como diputado por Huallaga (1881). Tras el apresamiento y confinamiento del presidente García Calderón en Chile, se esforzó por armar a la resistencia.

## Canciller y presidente del Consejo de Ministros (1882-1883)
Habiéndose ordenado su captura para remitirlo a Chile, Valcárcel logró huir a Arequipa, donde fue nombrado ministro de Relaciones Exteriores del gobierno del vicepresidente Lizardo Montero (1882). Posteriormente asumió la presidencia del Consejo de Ministros (1883).
Gestionó ante los gobiernos de Argentina y Bolivia el tránsito por el territorio de dichos países de las armas adquiridas por el Perú, nutrido armamento que sirvió para equipar al ejército acantonado en Arequipa (que nunca actuaría) y a la resistencia de la Breña.
En una circular fechada el 23 de septiembre de 1883, Valcárcel rechazó las condiciones que los chilenos impusieron al gobierno de Miguel Iglesias para la firma del tratado de paz, que incluía la cesión supuestamente temporal de Tacna y Arica.

## Diputado (1886-1894)
Tras la firma del tratado de Ancón, pasó a Bolivia, pero regresó en 1884 para apoyar la revolución del general Andrés A. Cáceres contra el gobierno del general Miguel Iglesias.
Fue elegido diputado por la provincia de Castilla en 1886, siendo reelegido en 1889 y en 1892.
En el Congreso organizó el Círculo Parlamentario, formando así un bloque mayoritario que tuvo gran fuerza y que lo elevó a la presidencia de su cámara en 1889. Durante las elecciones presidenciales de 1890, este grupo apoyó al candidato cacerista, el coronel Remigio Morales Bermúdez y fue el factor decisivo de su victoria al hacer las calificaciones de las actas de sufragio.

## Ministro de Gobierno y presidente del Consejo de Ministros (1890-1891)
Al inaugurarse el gobierno del coronel Remigio Morales Bermúdez fue nombrado ministro de Gobierno y presidente del Consejo de Ministros. Al respecto, el diario El Comercio dijo que con esa designación Valcárcel era premiado por los servicios que había prestado en la elección de Morales Bermúdez.  Ejerció dichas funciones de 10 de agosto de 1890 a 30 de julio de 1891. 
Durante su gestión ocurrió la sublevación militar en el cuartel de Santa Catalina, que fue reprimida sangrientamente. Se le achacó este hecho, pues al parecer había dado la consigna de que se castigara el motín de manera ejemplar. Una acusación en su contra presentada en la Cámara de Diputados por familiares de las víctimas terminó siendo archivada.

## Presidente de la Cámara de Diputados
Valcárcel renunció a su cargo de ministro para asumir la presidencia de la Cámara de Diputados (1891). Reelegido diputado en 1892, esta vez por la provincia de Arequipa, presidió nuevamente su cámara en 1893. Encabezando el Círculo Parlamentario, hizo oposición al gobierno de Remigio Morales Bermúdez, al que hacía poco había sevido como ministro de Estado.
Consolidó su hegemonía en el parlamento forjando la alianza del Círculo Parlamentario con el Partido Civil, formando así un nuevo grupo político al que denominó Unión Cívica, que proyectó su candidatura a la presidencia de la República en 1894.

## Durante la revolución de 1894-1895
El mismo día en que estaba programada las elecciones presidenciales (en las que se lanzó como candidato Valcárcel) ocurrió la sorpresiva muerte del presidente Morales Bermúdez, el 1 de abril de 1894. Sobrevino entonces la suspensión de las elecciones y el discutido gobierno del segundo vicepresidente Justiniano Borgoño, que llevó adelante unas amañadas elecciones que dieron el triunfo al general Cáceres.
Valcárcel forjó entonces la alianza de su grupo político, la Unión Cívica, con el Partido Demócrata o pierolista, conocida como la Coalición cívico-demócrata, que alentó la revolución contra el gobierno de Cáceres. El liderazgo de la revolución fue confiado a Nicolás de Piérola (1894).
Buscando apoyo para la revolución, Valcárcel viajó a Iquique, Arica, Tacna y La Paz. Propugnó la reanudación del orden constitucional mediante el reconocimiento del primer vicepresidente Pedro Alejandrino del Solar como legítimo mandatario. Sin embargo, al triunfar la revolución en marzo de 1895 se formó una Junta de Gobierno presidida por Manuel Candamo, la cual se encargó de convocar a nuevas elecciones. En ese proceso electoral, Valcárcel sufrió hostilidad de parte de las dirigentes del Partido Demócrata, por lo que prefirió mantenerse al margen de la política mientras duró la influencia de ese partido, es decir, durante los gobiernos de Nicolás de Piérola y Eduardo López de Romaña.

## Diputado (1901-1918) y senador (1919)
Fue nuevamente elegido diputado por Camaná en 1901, siendo sucesivamente reelegido, hasta completar un largo periodo de diecisiete años, hasta 1918.
En 1919, cuando el presidente Augusto B. Leguía dio inicio a su oncenio, fue elegido senador por el departamento de Arequipa para la Asamblea Nacional de ese año que tuvo por objeto emitir una nueva constitución, la Constitución de 1920. Luego se mantuvo como senador ordinario durante 1919
Además, fue decano del Colegio de Abogados de Lima (1910-1911) y vocal de la Corte Suprema de Justicia (1920).